# Касцјуковички рејон
Касцјуковички рејон (блр. Касцюковіцкі раён; рус. Костюковичский райо́н) је административна јединица другог нивоа на крајњем истоку Могиљовске области у Републици Белорусији.
Административни центар рејона је град Касцјуковичи.

## Географија
Касцјуковички рејон обухвата територију површине 1.493,84 km² и на 7. је месту по величини у Могиљовској области. Рејон се граничи са Краснапољским, Климавичким и Хоцимским рејонима Могиљовске области на западу, северу и истоку, те са Смоленском облашћу Руске Федерације на југу.
Рељефом доминира река Бесед (притока Сожа) са својим притокама.

## Историја
Рејон је основан 17. јула 1924. године. У почетку је био део Калињинског округа, а од јуна 1927. прелази у састав Могиљовског округа (који је 1938. преименован у област).

## Демографија
Према резултатима пописа из 2009. на том подручју стално је било насељено 26.410 становника или у просеку 17,68 ст/км².
Основу популације чине Белоруси (91,57%), Руси (6,75%), Украјинци (1,19%) и остали (0,45%).
Административно рејон је подељен на подручје града Кастјуковичи, који је уједно и административни центар рејона, и на још 7 сеоских општина. На целој територији рејона постоје укупно 143 насељена места.

## Саобраћај
Преко територије рејона пролази железничка траса Орша—Унеча, те друмски правци ка Климавичима, Краснопољу, Хоцимску, Черикаву и Суражу.
Преко рејона пролази и деоница међународног гасовода „Дружба“ од Унече ка Полацку.